# Szent Barszanuphiosz
Nagy Szent Barszanophiosz (Βαρσανούφιος, ? – kb. 540 vagy 563) palesztinai szerzetes, ókeresztény író.
Egy Gáza melletti kolostor lakója volt. Egy János nevű szerzetessel közös gyűjteményében 396 (Jánosnak 446) aszketikus lelkipásztori levele maradt fenn. A levélgyűjteményben 100 levél Gázai Szent Dórotheosz nevére szól.